# Bunila
Bunila is een Roemeense gemeente in het district Hunedoara.
Bunila telt 368 inwoners.